# Coleophora ortrina
Coleophora ortrina é uma espécie de mariposa do gênero Coleophora pertencente à família Coleophoridae.